# Schronisko nad Dolnym w Żytniej Skale
Schronisko nad Dolnym w Żytniej Skale – schronisko w Żytniej Skale we wsi Bębło w województwie małopolskim, w powiecie krakowskim, w gminie Wielka Wieś. Znajduje się na Wyżynie Olkuskiej w obrębie Wyżyny Krakowsko-Częstochowskiej.

## Opis schroniska
Schronisko znajduje się u południowo-zachodniej podstawy wzniesienia Żytniej Skały, w odległości 10 m od dobrze widocznego, dużego otworu Schroniska Dolnego w Żytniej Skale (wyżej od niego i po lewej stronie). Niewielki otwór schroniska znajduje się pod płytkim okapem. Schronisko składa się z niskiego korytarzyka przechodzącego w szczelinę, łącznej o długości 4,7 m..
Powstało na pionowej szczelinie skalnej w wapieniach z okresu jury późnej. Ma gładkie ściany z niewielkimi krasowymi rozmyciami, niewielkimi grzybkowymi naciekami,. Na lepiej oświetlonych ścianach rozwijają się glony. Schronisko nie posiada własnego mikroklimatu.

## Historia dokumentacji
Schronisko nie było w literaturze wymieniane. Po raz pierwszy pomierzył go Norbert Sznober w 2015 r. On też opracował jego plan. Dane zweryfikował w lutym 2018 r. Adam Polonius.

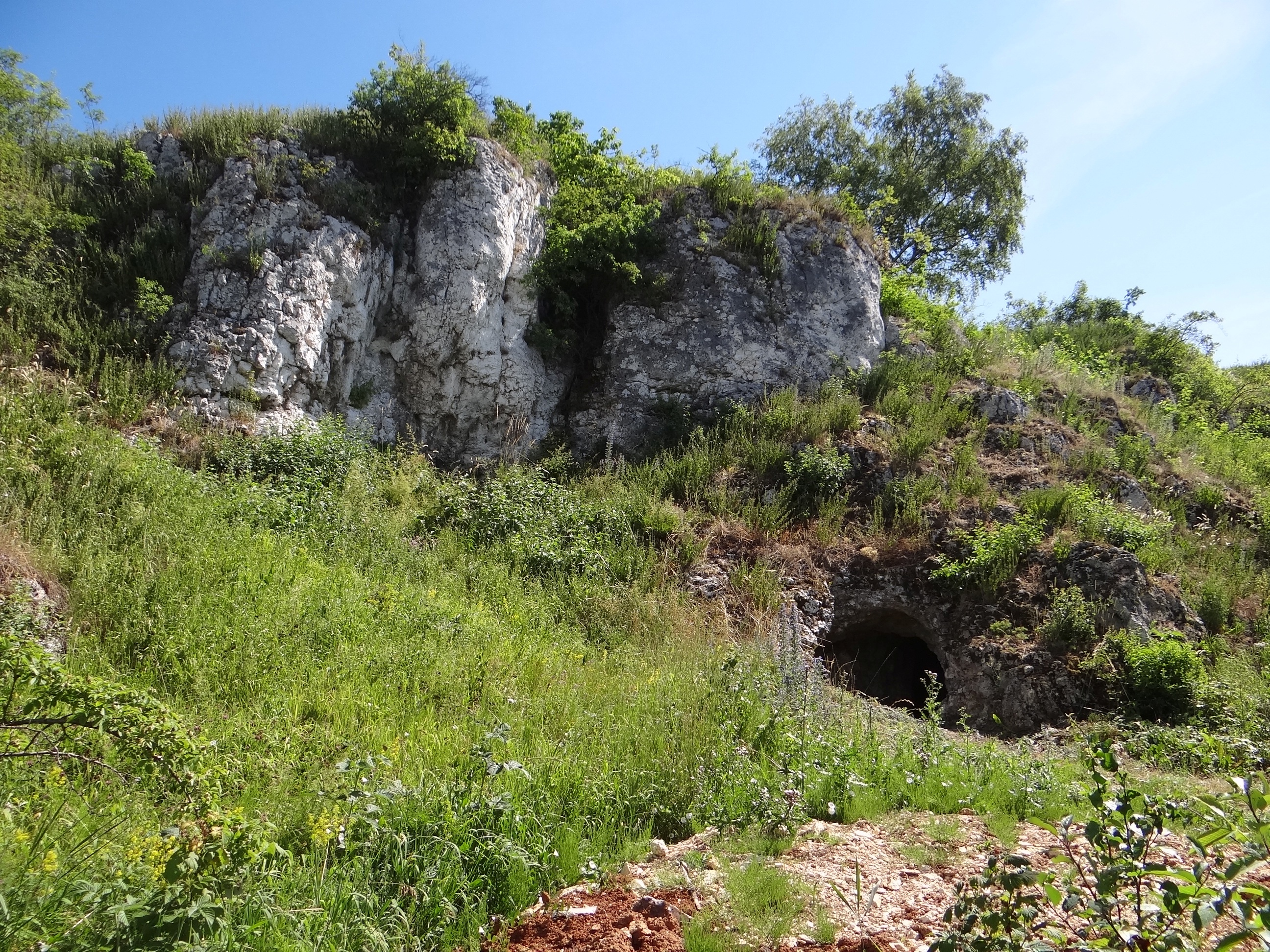
Schronisko znajduje się u podstawy skałek powyżej i na lewo od widocznego otworu Schroniska Dolnego
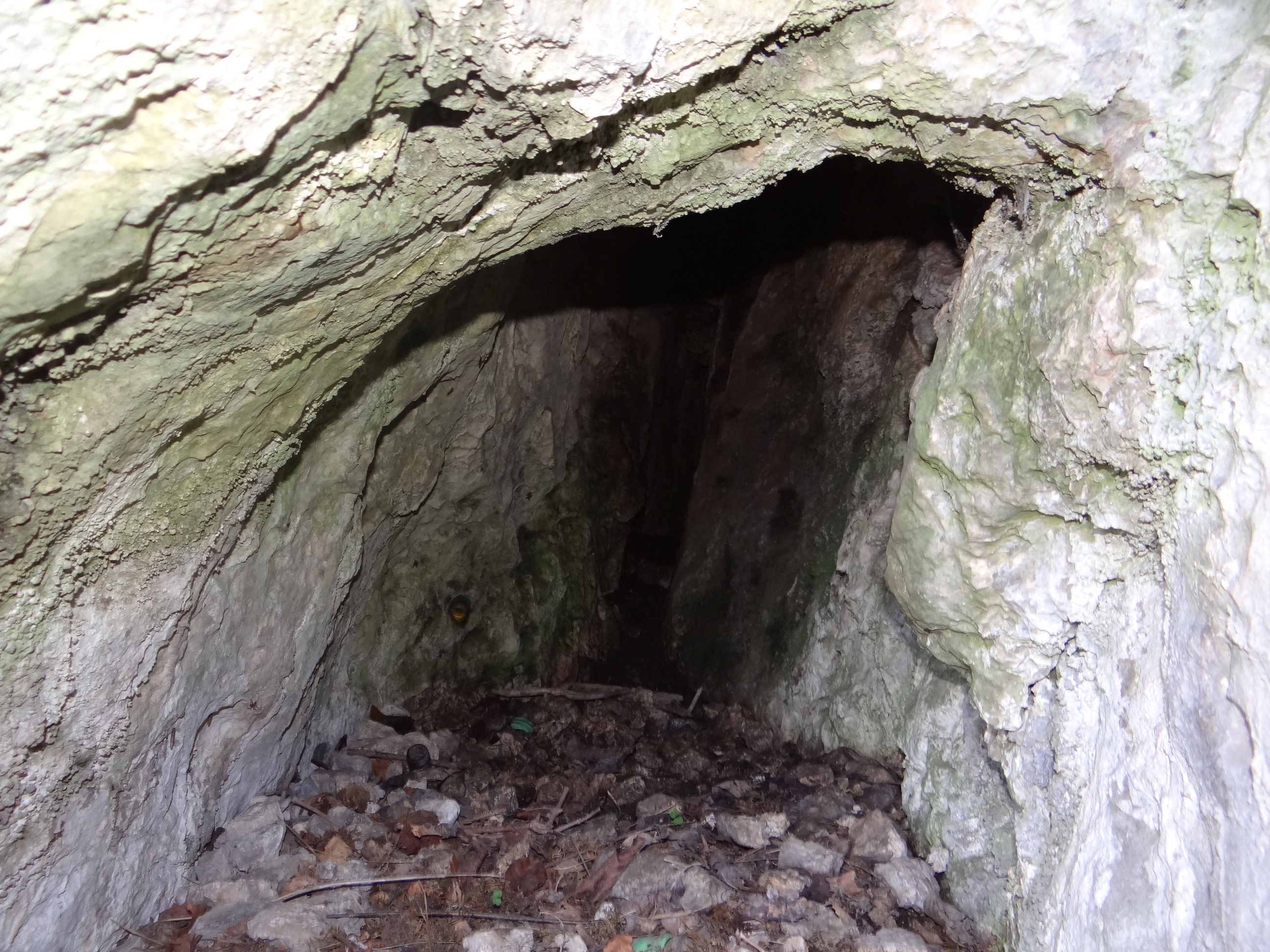
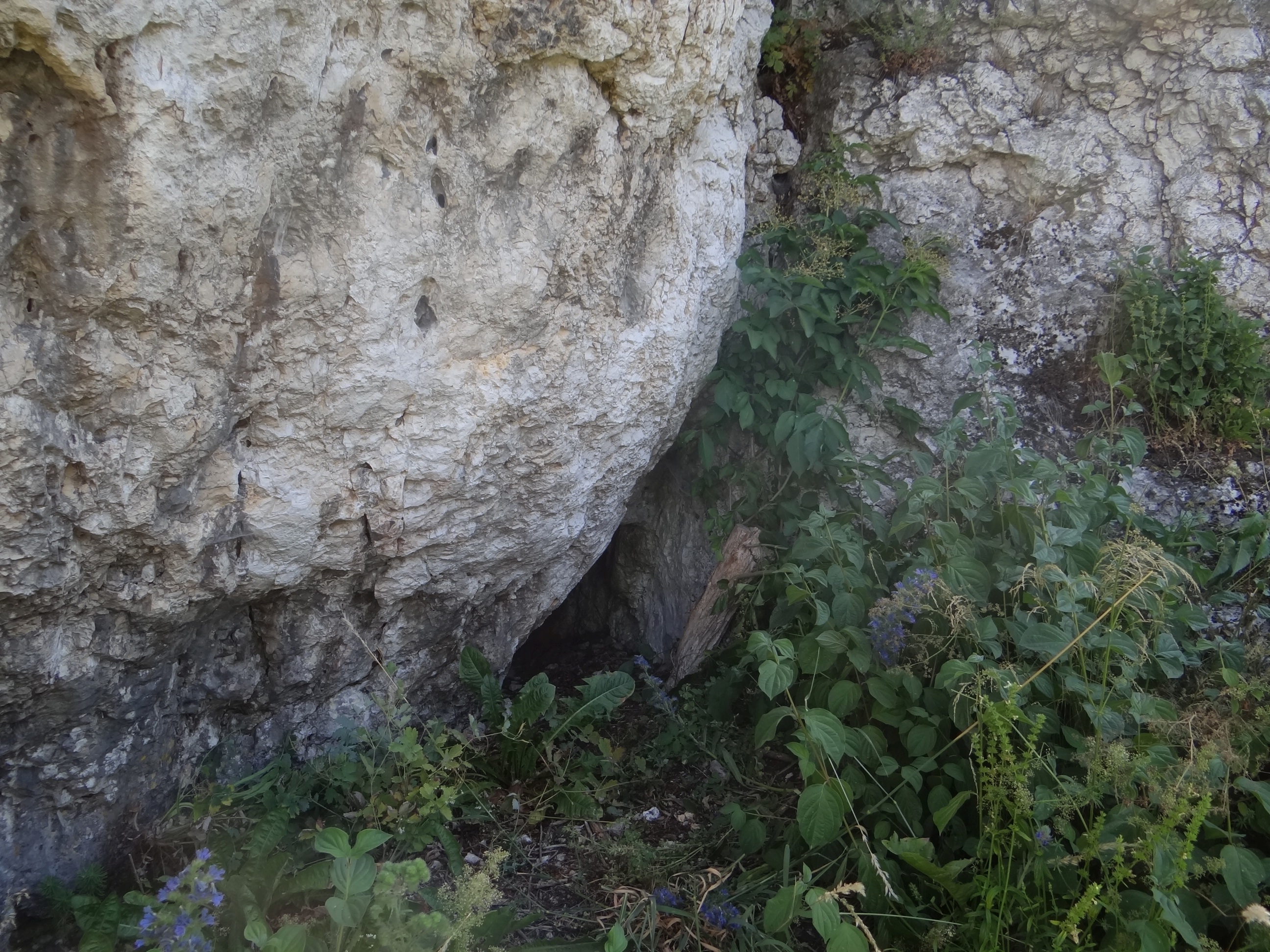
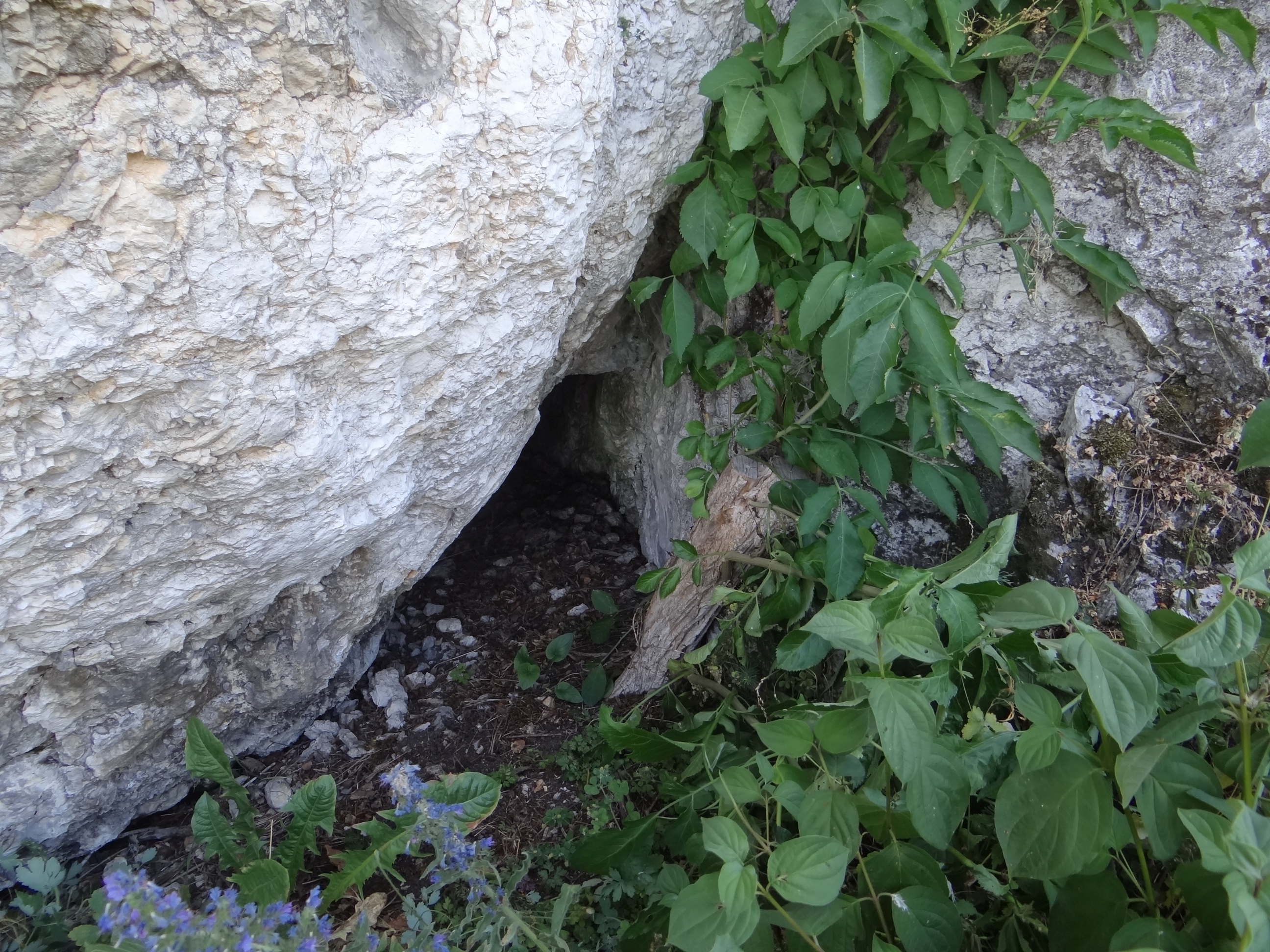

## Jaskinie i schroniska Skały Żytniej
W Skale Żytniej znajduje się blisko siebie 6 schronisk i dwie jaskinie:
- Jaskinia pod Agrestem,
- Jaskinia w Żytniej Skale Górna (długość 13 m),
- Schronisko Dolne w Żytniej Skale (u południowo-zachodniego podnóża),
- Schronisko Małe w Żytniej Skale (Jaskinia Mała) – z ósemkowatym otworem,
- Schronisko nad Dolnym w Żytniej Skale (długość 4,7 m),
- Schronisko Przechodnie w Żytniej Skale (Jaskinia Przechodnia). Ma długość kilkunastu metrów, wysokość pozwalającą na swobodne przejście i dwa otwory; jeden główny i drugi, boczny i mniejszy. Otwory te połączone są z sobą niskim tunelem,
- Schronisko Wysokie w Żytniej Skale (Jaskinia Wysoka), z dużą komorą o wysokim sklepieniu i wielkim głazem w otworze wejściowym,
- Schronisko za Stodołą w Żytniej Skale (długość 6,50 m)[3].
- U wschodniego podnóża najbardziej wysuniętej na zachód skały znajduje się jeszcze jedna jaskinia.